# 城东街道 (温岭市)
城东街道地处温岭城区东部，辖区面积42.6平方公里，现有户籍人口5万，外来新民逾3万，下辖44个行政村、3个居委会。城东也是温岭经济开发区所在地，近年来随着经济强市、中等城市、文化大市建设的不断推进，一个崭新的新城东宛然矗立。

## 经济
2007年共实现工业总产值54.1亿元，比上年增长18.6%；其中：规模上工业产值36.39亿元，同比增长26.2%；实现财政收入7971万元，同比增长29.93%；其中国税收入6000万元，同比增长29%，地税收入1971万元，同比增长33%；第三产业增加值4亿元，完成年度计划的111%。完成全社会固定资产投入8.1亿元，工业性投入6.2亿元，完成了年度计划的两个100%。